# Angel Reaper
Az Angel Reaper, az első thrash-black metal együttesek egyike volt Magyarországon.

## Története
1987-ben alakult Mezőkövesden, és még ebben az évben elkészítette első demófelvételét. Nevüket a germán Sodom zenekar frontemberének művésznevéből (Angelripper) kölcsönözték. 1988-ban sikeres[forrás?] koncertek után felkerültek a fővárosba, és már Budapesten készítették el a második demófelvételüket, A végzet utolér címmel. A felvételen ma már olyan klasszikus[forrás?] darabok találhatóak, mint az "Ősi dicsőség", vagy a címadó szerzemény. Ezzel a felvétellel már országos sikert biztosítottak maguknak[forrás?]. A rendszerváltás után az 1990-es évek elején, hiába kopogtattak a hanglemezgyárak ajtaján, nem jutottak el a hanglemez adta lehetőségekig. Az együttes 1990 és 1991-ben élte a fénykorát, sikeresebbnél sikeresebb koncerteket adtak, és terjedelmes rajongó táborral rendelkeztek[forrás?]. 1992 elején még elkészítette Exhumált világ című harmadik demófelvételét, de ez a felvétel már nem lett olyan sikeres, mint elődje[forrás?]. Az Angel Reaper, ismeretlen okok miatt, 1992-ben feloszlott.
2002-ben lehetett újra hallani az együttesről, amikor a hazai Native Pride Productions megjelentette a zenekar archív felvételeit, demóit egy gyűjteményes CD formájában.

## Tagok
- Bíró Gábor - szólógitár
- Dudás István - dob
- Szabó Gyula - gitár, ének
- Szeghalmi Tibor - basszusgitár

## Diszkográfia
- 1987 - Demo I. (demo felvétel)
- 1989 - A végzet utolér (demo felvétel)
- 1992 - Exhumált világ (demo felvétel)
- 2002 - Végzet utolér (CD, Native Pride Productions)

## Külső hivatkozások
- Interjú az Angel Reaper együttessel
- Angel Reaper kiadványok
- Magyar, Thrash metal zenekarok
- Angel Reaper - "Ősi dicsőség" c. száma (1989). YouTube